# Mangled Demos from 1983
Albums de Melvins
Never Breathe What You Can't See
(2004) Sieg Howdy!
(2005)
Mangled Demos from 1983 est une collection de divers enregistrements des débuts des Melvins (1983) remasterisés et sortie en 2005 chez Ipecac Recordings.
Jusqu'alors, aucun de ces titres n'avait été officiellement publié. Quelques pistes ont figuré sur des disques pirates. C'est le seul enregistrement incluant la formation originale (Buzz Osborne/Matt Lukin/Mike Dillard). Les pistes 3 à 13 ont été enregistrées à Mud Bay, un faubourg d'Olympia, en prévision d'un éventuel album qui ne vit pas le jour car aucun label ne s'est intéressé aux Melvins jusqu'en 1985.
Cette compilation est une claire illustration du fait qu'à ses débuts, les Melvins étaient un groupe de punk rock aux accents bruitistes, sans grandes influences metal qui le caractérisaient pourtant par la suite.

## Pistes
Certains titres de chansons ont été perdus avec le temps.
1. Elks Lodge Christmas Broadcast – 3 min 52 s
2. If You Get Bored (Live) – 2 min 22 s
3. Forgotten Principles – 1 min 07 s
4. Snake Appeal – 1 min 59 s
5. Sans titre (dessin de fleur) – 1 min 08 s
6. "If You Get Bored – 1 min 33 s
7. "Set Me Straight – 2 min 31 s
8. Sans titre (Dessin d'une étoile rouge) – 1 min 02 s
9. I'm Dry – 1 min 35 s
10. Forgotten Principles – 1 min 19 s
11. I Don't Know – 1 min 35 s
12. Matt-Alec – 3 min 00 s
13. The Real You – 1 min 27 s
14. Run Around – 1 min 44 s
15. Keep Away From Me – 1 min 22 s
16. Sans titre (Dessin d'un trèfle) – 1 min 00 s
17. Bibulous Confabulation During Rehearsal – 4 min 58 s
18. Sans titre (dessin d'une croix de fer) – 1 min 21 s
19. Sans titre (crayon) – 1 min 10 s
20. Matt-Alec – 3 min 14 s
21. Walter – 3 min 21 s
22. Sans titre (ciseaux brisés) – 24 s
23. Sans nom (avion) – 22 s

## Personnel
- The Melvins - Musiciens, Producteur
  - Buzz Osborne - Guitare, chant
  - Matt Lukin - Basse
  - Mike Dillard - Batterie
- Mackie Osborne - Design